# Daphnis nerii
La esfinge de la adelfa (Daphnis nerii) es una especie de lepidóptero ditrisio de la familia Sphingidae que se  encuentra en amplias áreas de África y Asia. Es una especie migratoria, volando a las zonas del este y del sur de Europa durante el verano.

## Alimentación
Los adultos se alimentan del néctar de una gran variedad de flores. Tienen preferencia por especies olorosas como la petunia, el jazmín y la madreselva. Son especialmente activas durante el crepúsculo.
Las orugas se alimentan principalmente en las hojas de la adelfa  (Nerium oleander), una planta de una gran toxicidad a la que son inmunes. También pueden alimentarse de la mayoría de las plantas de la familia Apocynaceae como Tabernaemontana divaricata y Alstonia scholaris en la India.

## Ciclo de vida
La oruga recién nacida es azul claro. Su color cambia al verde mientras a medida que crece. Tiene dos ocelos azulados en el tercer segmento del tórax. 
La crisálida es de rojiza o blanco pardusca pálida y tiene un aspecto parecido a la cera. Permanece directamente en la tierra, debajo de musgos o las hojas secas.

## Algunas imágenes

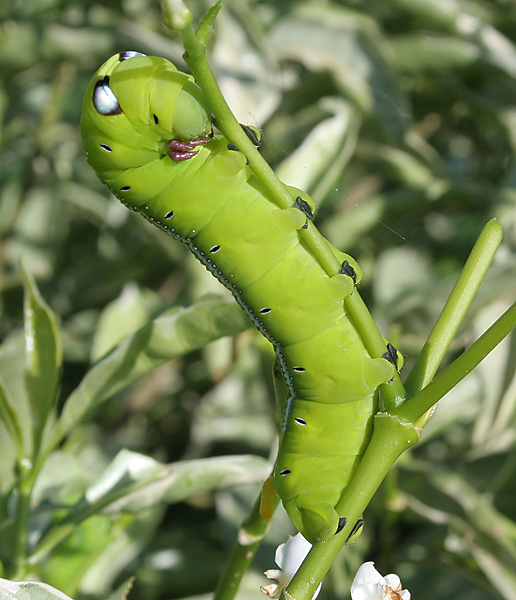
Oruga (Hyderabad, India).
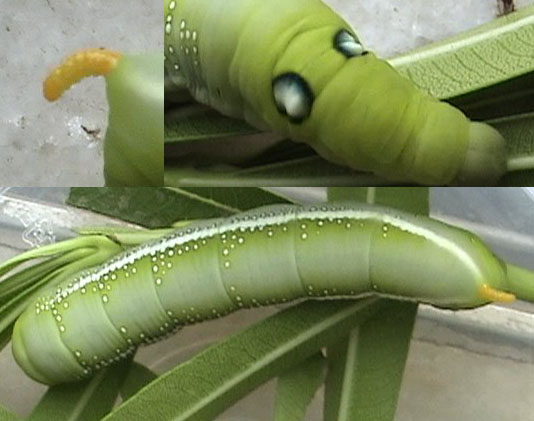
Oruga
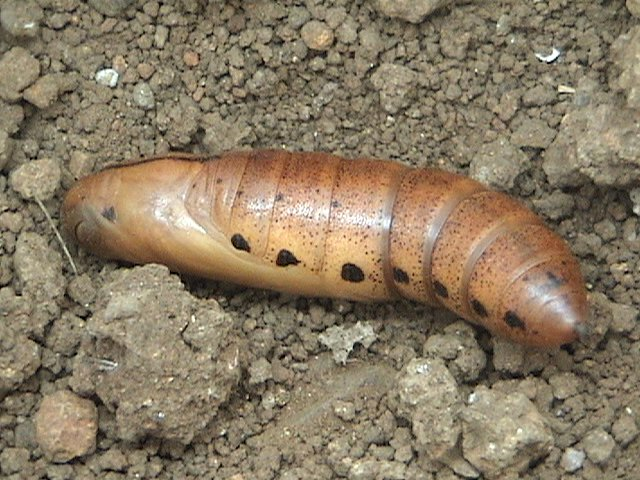
Pupa

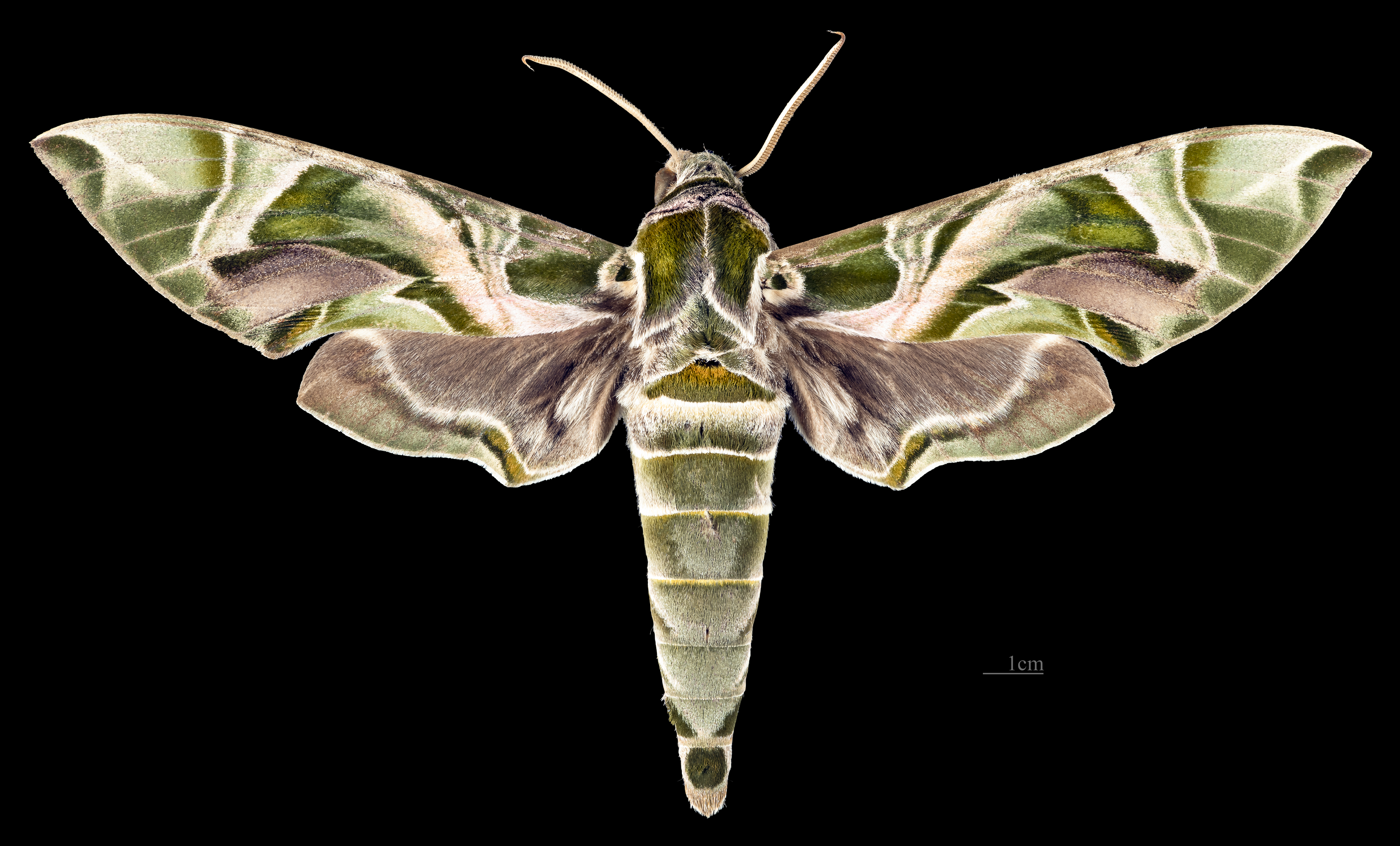
Daphnis nerii ♂
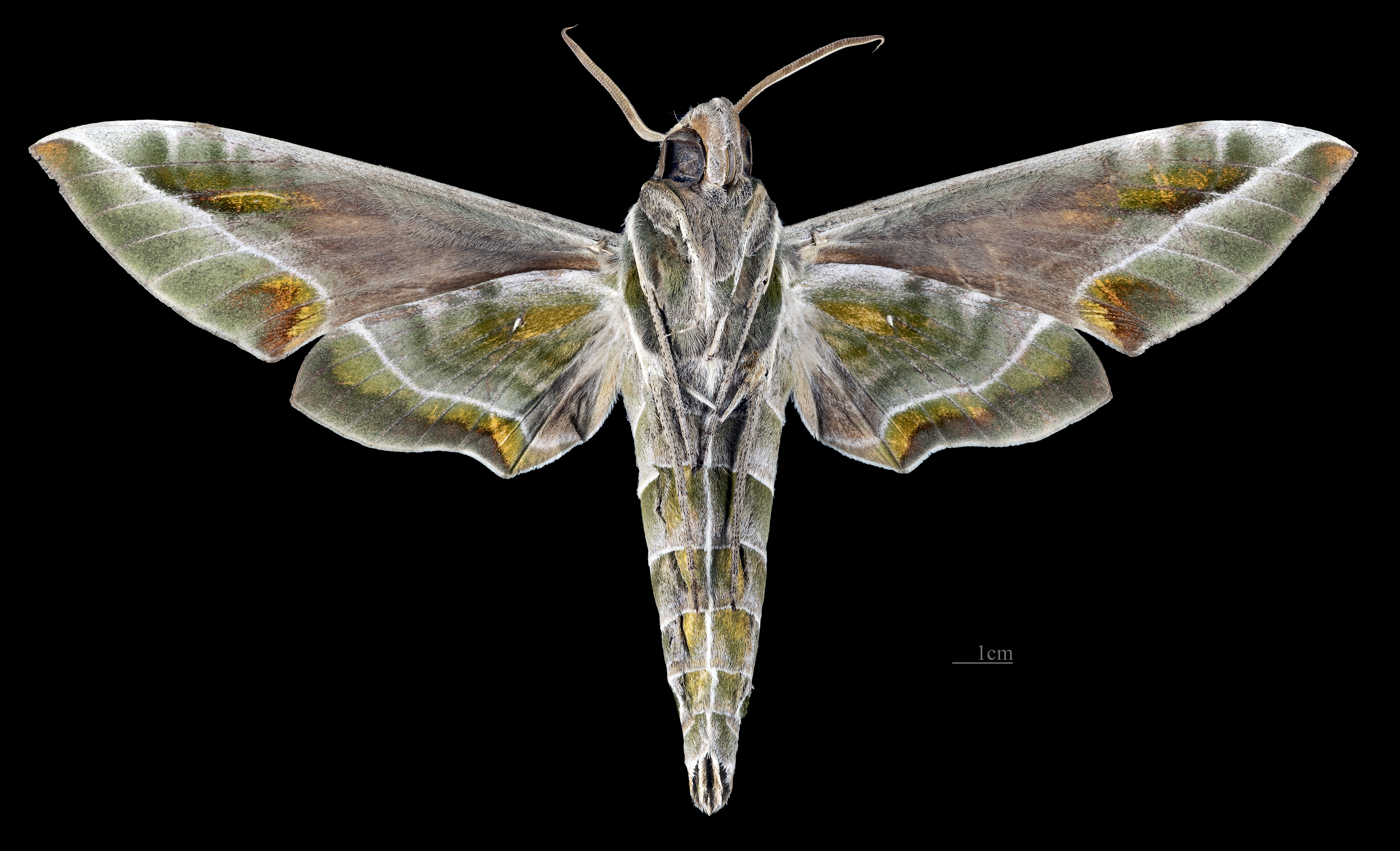
Daphnis nerii ♂  △